# Gynoplistia subobsoleta
Gynoplistia subobsoleta là một loài ruồi trong họ Limoniidae. Chúng phân bố ở miền Australasia.